# Orós Bajo
Orós Bajo (arag. Orós Baxo) – miejscowość w Hiszpanii, w Aragonii, w prowincji Huesca, w comarce Alto Gállego, w gminie Biescas, 62 km od miasta Huesca.
Według danych INE z 1999 roku miejscowość zamieszkiwało 13 osób. Wysokość bezwzględna miejscowości jest równa 856 metrów. Kod pocztowy do miejscowości to 22630.